# 哈爾科韋 (塔拉拉伊夫卡區)
50°43′5″N 33°7′9″E / 50.71806°N 33.11917°E
哈爾科韋（烏克蘭語：Харкове），是烏克蘭北部的村莊，隸屬切爾尼希夫州的普里盧基區。該村面積0.55平方公里，海拔高度174米，2001年人口379，人口密度每平方公里692.9人。